# Tatra V 855

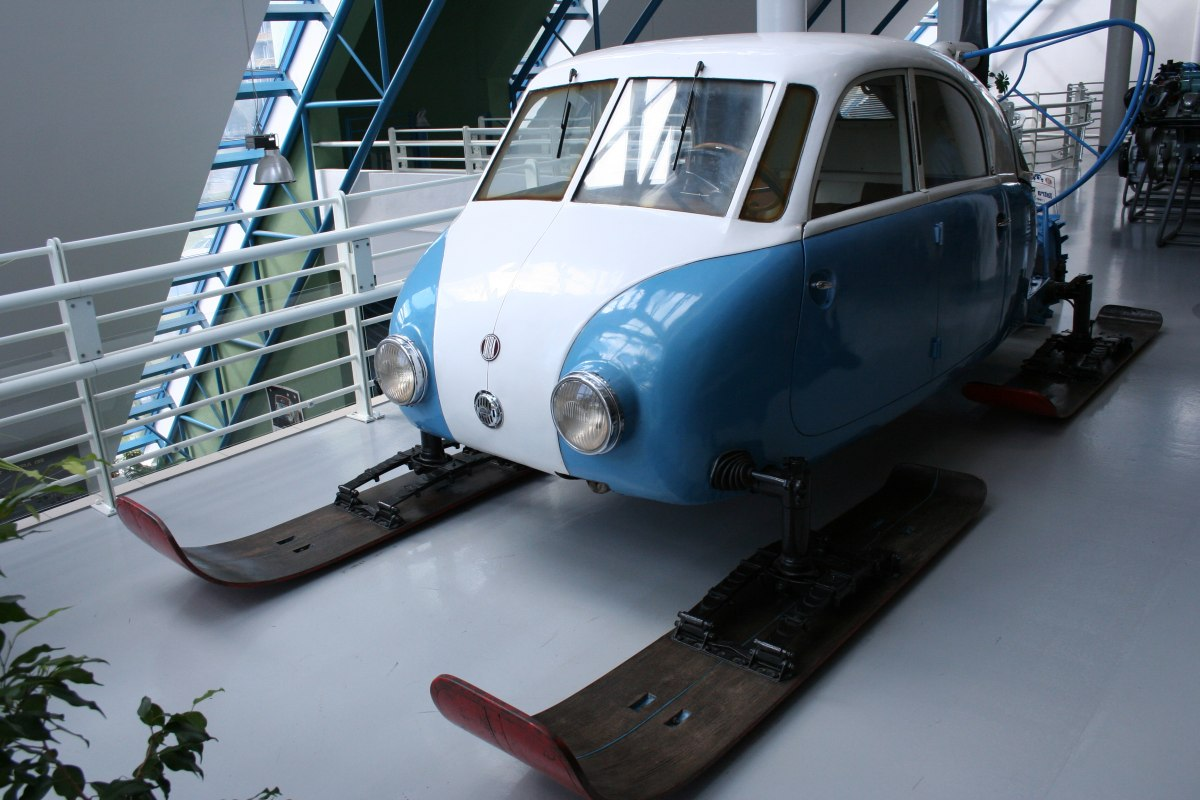
Tatra V 855 v kopřivnickém muzeu (zepředu)

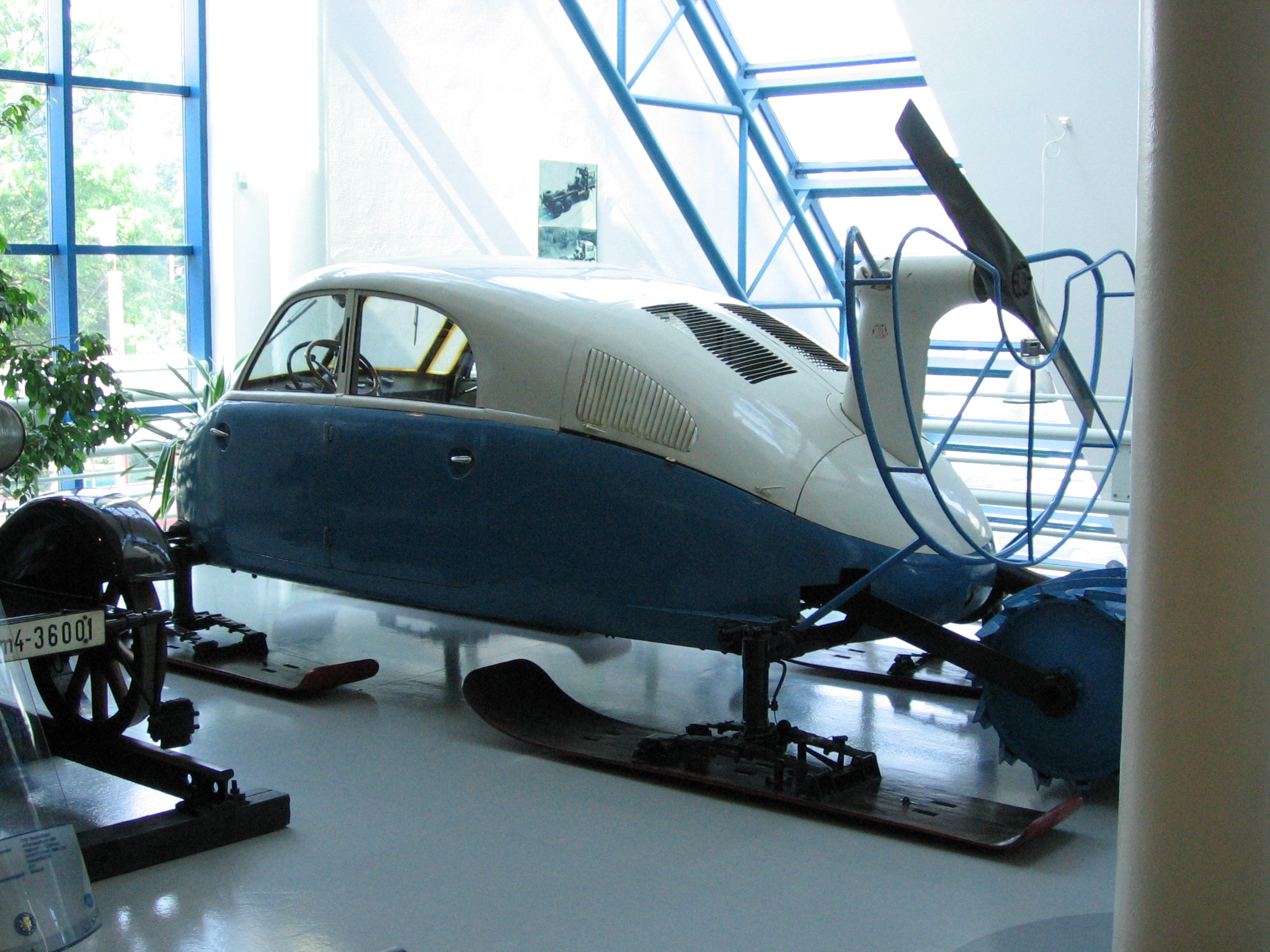
Motorové saně Tatra v kopřivnickém muzeu (z boku)

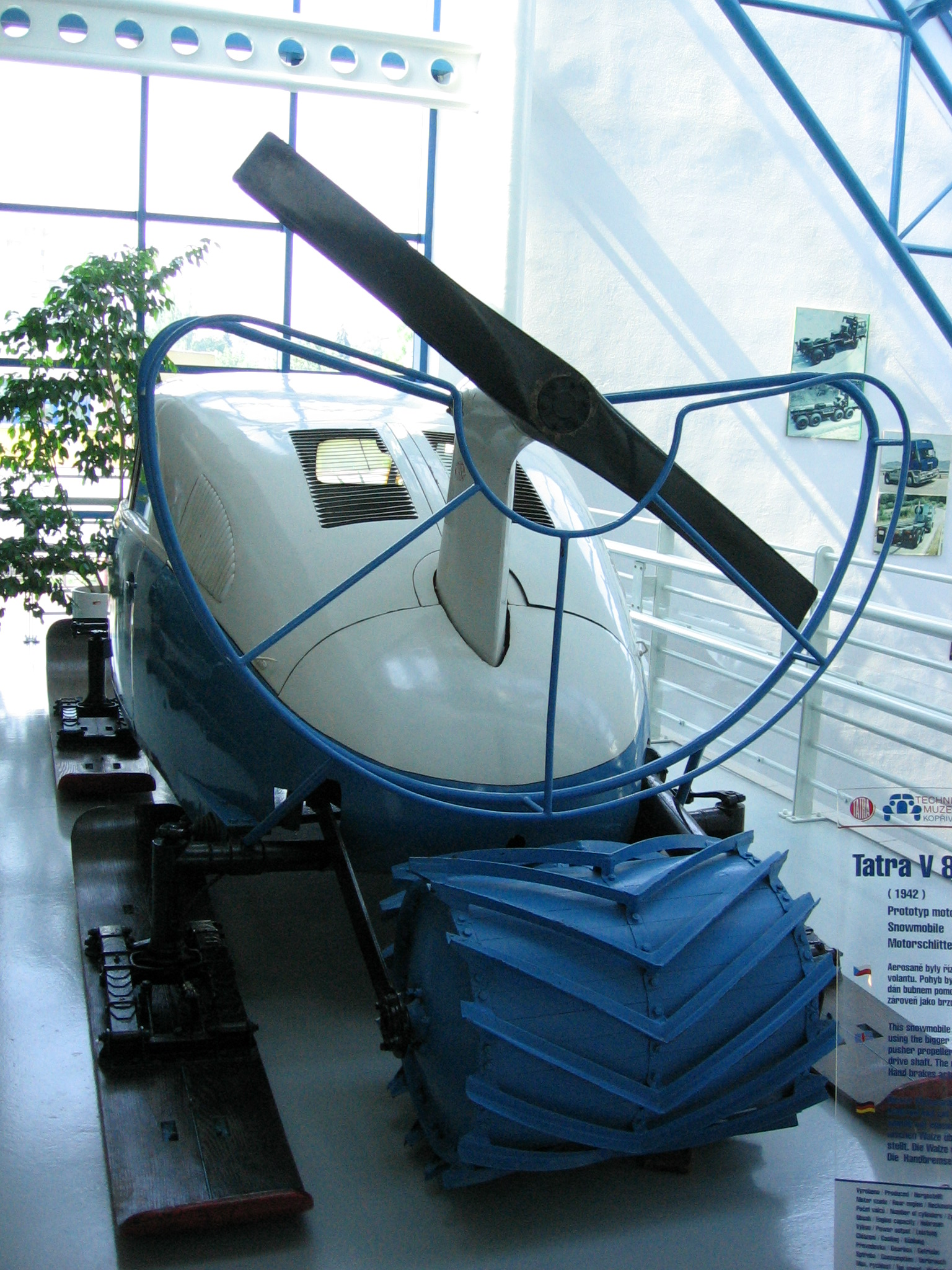
Motorové saně Tatra v kopřivnickém muzeu (zezadu)

Tatra V 855 byl prototyp motorových saní / aerosaní na bázi osobního vozu Tatra 87, vyrobený firmou Tatra v Kopřivnici v roce 1942.
Dva kusy aerosaní objednalo velení německého Wehrmachtu pro předpokládané nasazení na východní frontě, k výrobě druhého kusu však nedošlo a zůstalo tak jen u jediného prototypu. Tatru V 855 poháněl vzduchem chlazený osmiválec do V s rozvodem OHC z typu 87 o objemu 2968 cm³ a výkonu 55 kW (75 hp). Není známo, že by prototyp motorových saní z Technického muzea Tatra v Kopřivnici byl někdy v provozu.
Celokovová čtyřdveřová karosérie pro čtyři osoby vycházela z vozu T 87. Vpředu byla dvě sedadla, vzadu jen dřevěná lavice. Aerodynamická karosérie byla přes čepy usazena na velkých širokých ližinách pomocí dvojice listových per na každé ližině. Přední ližiny ovládal řidič pomocí menšího volantu, řídit bylo možno i zadní nápravu pomocí volantu většího, umístěného na stejném sloupku řízení. Druhý větší volant, slouží k manipulaci zadní rolby, která má brzdící funkci. Oba páry ližin jsou výkyvné do stran zároveň, nikoliv samostatně. Zadní ližiny se jeho pomocí daly zaaretovat v přímé poloze. Díky ovládání obou párů ližin tak bylo možno jezdit s vozem i „do boku“. 
Vzadu uložený motor poháněl přes převodovku, spojku a vertikální hřídel pevnou dvoulistou dřevěnou vrtuli na mohutném pylonu na místě obvyklé tatrovácké „ploutve“. Protože byla vrtule pevná, neumožňovalo nastavení listů jízdu vzad nebo brzdění. Proto mělo vozidlo ještě velký příčně uložený otočný buben s šípovitými lištami, poháněný taktéž přes spojku a hřídel s kuželovým ozubením. Buben se dal použít i v situacích kdy výkon vrtule pro pohon vozu nestačil, nebo při jízdě v městském provozu. V místě jeho uchycení byla také namontována bubnová brzda pro bezpečné zastavení saní.
Maximální rychlost dosažená při zkušebních jízdách byla 80 km/h, plánovaná maximální byla 130 km/h. Prototyp s modrobílou karosérií je vystaven v Technickém muzeu firmy Tatra v Kopřivnici.
Repliku Tatry V 855 postavila firma Ecorra pro Lane Motor Muzeum v americkém Nashville.

## Technické údaje
- Motor: osmiválcový vzduchem chlazený s válci do V, rozvod OHC
  - Objem: 2968 cm³
  - Vrtání: 75 mm
  - Zdvih: 84 mm
- Rozměry
  - Délka: 5325 mm
  - Šířka: 2020 mm
  - Výška: 1750 mm
- Rozchod
  - Vpředu: 1600 mm
  - Vzadu: 1620 mm

## Poznámka
- Motor prototypu s udávaným výkonem 100 koní se nedochoval a ani není známo jakým způsobem bylo zvýšení výkonu u sériového motoru dosaženo, exponát v Kopřivnici má od 60. let 20. století motor ze sériového vozu T 87.